# Margarida Vila-Nova
Margarida Vila-Nova Martins, mais conhecida por Margarida Vila-Nova, (Lisboa, 6 de Junho de 1983) é uma atriz portuguesa.

## Biografia
Filha dos produtores Maria Manuel Vila-Nova e Pedro Martins, Margarida, com apenas com 25 anos, completou 20 anos de carreira. Teve as primeiras aparições em televisão nos programas de Filipe La Féria para a RTP (1990 - Grande Noite, 1994 - Cabaret), mas o seu primeiro trabalho foi uma longa-metragem francesa rodada em Portugal, quando esta tinha cinco anos de idade. Recebeu formação no teatro com Michael Margotta, em 2002.

### No teatro
Com 20 anos constituiu a produtora Magnificas Produções e produziu as peças "Confissões de Adolescente", "Pedras Rolantes", "ABC do Amor", "A Menina que tinha medo do escuro", "Por Uma Noite" e "A Noite dos Assassinos". De destacar o trabalho com o encenador António Pires, nas peças "Say it with Flowers", "A Noite dos Assassinos" de José Triana (2007) Morte de Romeu e Julieta, baseado na obra de Shakespeare (Teatro da Cornucópia), "Por uma Noite", de Pedro Neschling (Clube Estefânia), entre outras. Foi dirigida por Maria Emília Correia em "Os Sete Dias de Simão Labrosse" de Carole Frétechette.
Em 2008, participou no último projeto de António Pires e da Ar de Filmes "Say it with flowers" de Gertrude Stein, com estreia no Teatro Municipal de Faro e que vai abrir o FITEI 2008 no Teatro Nacional São João.

### No cinema
Participou em diversos filmes, destacando-se Hotel Império de Ivo Ferreira (2019), Amor Amor de Jorge Cramez (2018), Cartas da Guerra de Ivo Ferreira (2016), Na Escama do Dragão de Ivo Ferreira (2012), A Corte do Norte de João Botelho (2007), Corrupção de João Botelho (2007), O Fatalista de João Botelho (2005), O Milagre Segundo Salomé de Mário Barroso (2004) e A Falha de João Mário Grilo (2001).
Foi premiada com uma menção Honrosa do Festival de Cinema da Covilhã, na categoria de Melhor Atriz Secundária.
Em 2020, recebeu o prémio Melhor Actriz, da Sociedade Portuguesa de Autores, pelo trabalho no filme Hotel Império.
Estreia-se na realização com a curta-metragem Pê, protagonizada pelo ator Adriano Luz, que acaba recebendo o prémio Best Short Film no Festival – I Am Tomorrow Internacional Film Festival..

### Na televisão
| Ano         | Papel                          | Notas                                 | Papel                                                     | Canal |
| ----------- | ------------------------------ | ------------------------------------- | --------------------------------------------------------- | ----- |
| 1992        | Grande Noite                   | Marisol                               | Elenco Principal                                          | RTP1  |
| 1994 - 1995 | Cabaret                        | Várias Papéis                         | Elenco Principal                                          | RTP1  |
| 1998 - 2000 | Jornalistas                    | Inês                                  | Elenco Principal                                          | SIC   |
| 2000        | Amo-te Teresa                  | Sandra                                | Elenco Principal                                          | SIC   |
| 2000        | O Fura-Vidas                   | Licas                                 | Participação Especial                                     | SIC   |
| 2001        | Segredos de Justiça            | Enfermeira                            | Participação Especial                                     | SIC   |
| 2001        | A Minha Família É uma Animação |                                       | Participação Especial                                     | SIC   |
| 2001 - 2002 | Anjo Selvagem                  | Bárbara Correia Marques               | Elenco Principal                                          | TVI   |
| 2002        | Filha do Mar                   |                                       | Participação Especial                                     | TVI   |
| 2002        | O Bairro da Fonte              |                                       | Participação Especial                                     | SIC   |
| 2002        | Fúria de Viver                 | Rita Lima                             | Elenco Principal                                          | SIC   |
| 2003        | Segredo                        | Raquel Soares e Castro                | Elenco Principal                                          | RTP1  |
| 2003        | Artistas de Palmo e Meio       | Ela Própria                           | Apresentadora, ao lado de Carlos Ribeiro e Gisela Serrano | TVI   |
| 2003 - 2004 | Ana e os Sete                  | Carolina Vilar Coutinho               | Elenco Principal                                          | TVI   |
| 2005 - 2006 | Mundo Meu                      | Rita Batalha                          | Protagonista                                              | TVI   |
| 2006 - 2007 | Tempo de Viver                 | Maria Laurinda (Laura) Almeida Amaral | Antagonista                                               | TVI   |
| 2008        | A Outra                        | Maria Lobato Pimentel Gama            | Co-Protagonista                                           | TVI   |
| 2009 - 2010 | Sentimentos                    | Filipa Coutinho                       | Protagonista                                              | TVI   |
| 2010 - 2011 | Sedução                        | Vitória Mendes Soares                 | Co-Protagonista                                           | TVI   |
| 2013        | Sol de Inverno                 | Filipa                                | Participação Especial                                     | SIC   |
| 2014 - 2015 | Mar Salgado                    | Leonor Fialho Trigo                   | Protagonista                                              | SIC   |
| 2017 - 2018 | Paixão                         | Luísa Marreiros                       | Protagonista                                              | SIC   |
| 2019        | Sul                            | Mafalda                               | Protagonista                                              | RTP1  |
| 2019        | Luz Vermelha                   | Ângela Macedo                         | Protagonista                                              | RTP1  |
| 2019 - 2020 | Na Corda Bamba                 | Sara Colaço Pimentel                  | Protagonista                                              | TVI   |
| 2020 - 2025 | O Clube                        | Vera Leão                             | Protagonista (OPTO - 7 temporadas)                        | SIC   |
| 2021        | Causa Própria                  | Ana Martins                           | Protagonista                                              | RTP1  |
| 2023 - 2024 | Prémios Sophia                 | Ela Própria                           | Apresentadora, ao lado de Pedro Miguel Ribeiro            | RTP1  |
| 2023 - 2024 | Papel Principal                | Lúcia Rocha                           | Antagonista                                               | SIC   |
| 2024        | Matilha                        | Mafalda                               | Protagonista                                              | RTP1  |
| 2024        | Irreversível                   | Júlia                                 | Protagonista                                              | RTP1  |

### Livros publicados
- Margarida na Austrália (2007)
- O Mundo da Margarida (2005)

### Vida pessoal
Casou a 28 de junho de 2008, com Ivo Ferreira. Em maio de 2008, a actriz confirmou estar grávida, dando à luz, em Lisboa, a 28 de dezembro de 2008, ao seu filho Martim. Em janeiro de 2012 nasce, em Macau, o segundo filho do casal, Dinis. Separaram-se em novembro de 2018.
Durante três anos, enquanto residiu em Macau, foi proprietária das lojas Mercearia Portuguesa e Futura Clássica, juntamente com Ivo Ferreira. Foi igualmente distribuidora dos produtos Claus Porto para Macau, Hong Kong, Singapura e Taiwan e também representante do café Nicola em Macau.